# Vladímir Tartakovski
Vladímir Tartakovski (rus: Владимир Абрамович Тартаковский)  (Kíiv, 31 de desembre de 1900 (Julià) - Sant Petersburg, 9 de setembre de 1972) va ser un matemàtic soviètic.
Tartakovski va estudiar matemàtiques a les universitats de Kíiv (fins a 1922) i de Leningrad (1925-1928). Va obtenir el doctorat el 1928 amb una tesi dirigida per Boris Delone. Va ser professor de la universitat de Leningrad, excepte durant la Segona Guerra Mundial quan va ser evacuat a Kazan i Bakú. També va participar en l'organització de la branca de Sant Petersburg de l'Institut Steklov de Matemàtiques la qual va presidir els seus primers dos anys. Va participar en l'elaboració del programa de matemàtiques per a secundària.
Tartakovski va publicar una seixantena d'articles científics en el camp de l'àlgebra.